# جيمي زامبرانو
جيمي زامبرانو (بالإسبانية: Jimmy Zambrano) هو عازف الأكورديون كولومبي، ولد في 2 نوفمبر 1967.

## وصلات خارجية
- الموقع الرسمي
- جيمي زامبرانو على موقع ميوزك برينز (الإنجليزية)
- جيمي زامبرانو على موقع أول ميوزيك (الإنجليزية)